# Marie Brand und der Reiz der Gewalt
Marie Brand und der Reiz der Gewalt ist die 24. Episode der Krimiserie Marie Brand. Der Fernsehfilm mit Mariele Millowitsch in der Titelrolle und Hinnerk Schönemann als Kriminalhauptkommissar Jürgen Simmel wurde am 2. Januar 2019 erstmals im ZDF ausgestrahlt.

## Handlung
Streifenpolizist Jan Nowak wird mit seinem Kollegen Arndt Krieger spät abends zu einem Fall von Ruhestörung in einem Park gerufen. Dieser Routineeinsatz eskaliert unerwartet und Oberkommissar Nowak stirbt an einer Schussverletzung. Krieger, noch immer geschockt, kann sich nicht erinnern, wer von den acht bis fünfzehn randalierenden jungen Männern geschossen haben könnte, zumal es dunkel war. Definitiv hätten sie die Gruppe nicht zusätzlich provoziert. Nach Durchsicht von Aufnahmen der Überwachungskameras im Park stoßen Kommissarin Marie Brand und ihr Kollege Jürgen Simmel auf den vorbestraften Oliver Pesko, der für seine Neigung zu Gewalttätigkeit bekannt ist. Brand und Simmel befragen Pesko, der jegliche Beschuldigungen von sich weist. Er sei sofort nach Eintreffen der beiden Polizisten weggerannt, um nicht in irgendetwas hineingezogen zu werden. An einen Schuss könne er sich nicht erinnern.
Bei ihren Nachforschungen finden die Ermittler heraus, dass offensichtlich Kriegers Sohn Dennis zu den Randalierern im Park gehörte. Als sie ihn befragen wollen, taucht er unter. Marie Brand ist damit erklärlich, warum sich Polizist Krieger auf seine Erinnerungslücken beruft: Er will seinen Sohn schützen. Brand und Simmel gehen auf die Suche nach Dennis und befragen auch dessen Großvater Gregor Hoffmann. Hoffmann ist Richter im Ruhestand und gibt ohne Umschweife zu, dass er von seinem Schwiegersohn Arndt nicht viel hält und dieser in seinen Augen ein Feigling sei. Anstatt hart durchzugreifen, würde er sich nur „wegducken“. So bleiben den Ermittlern die Spannungen innerhalb der Familie Krieger nicht verborgen.
Polizist Arndt Krieger steht somit unter doppelter Belastung, denn er will um jeden Preis seinen Sohn Dennis aus den Ermittlungen heraushalten. Er steht nun bei seinen Kollegen unter Verdacht, am Tod von Nowak Mitschuld zu haben, da sie seinen Sohn für den Täter halten. Dies lassen sie ihn unmittelbar spüren, und Simmel glaubt, sich schützend vor Krieger stellen zu müssen. Dabei erfährt er von Arndt, dass Gregor Hoffmann Dennis seit einer ganzen Weile gegen seinen Vater aufwiegelt. Zudem leitet Hoffmann eine Art Wehrsportgruppe und schult hier gewaltbereite Jugendliche, zu denen auch Oliver Pesko zählt. Für Hoffmann hat „Recht und Ordnung“ eine andere Bedeutung als für Arndt Krieger, was er ihn immer wieder spüren ließ.
Dennis sucht inzwischen Hilfe bei Oliver Pesko, der ihn aus Furcht vor der Polizei nicht bei sich verstecken will. Er besorgt ihm einen Fahrer, der ihn angeblich aus der Stadt und in Sicherheit bringen soll. Tatsächlich steckt dieser Dennis dabei unbemerkt die Tatwaffe zu, setzt ihn mitten in der Stadt wieder ab und lässt der Polizei einen entsprechenden anonymen Hinweis zukommen. Als Dennis den Verrat und seine aussichtslose Lage erkennt, will er selbst die Waffe zur Polizei bringen. Dabei trifft er auf dem Parkplatz unmittelbar vor dem Eingang des Polizeigebäudes auf Marie Brand und will ihr die Pistole übergeben. Ein Beamter verkennt die Situation und schießt, trifft dabei jedoch eine in der Nähe stehende Kollegin. Dennis flüchtet verängstigt, hat die Waffe aber noch immer bei sich. Brand und Simmel nehmen die Verfolgung auf und lassen zusätzlich Dennis’ Freundin Melissa überwachen. Für Brand liegt die Lösung des Falls bei Gregor Hoffmann, der ursächlich die jungen Leute aufgewiegelt und sie mit Waffen versorgt hat. Dies kann sie ihm jedoch nicht beweisen und hofft auf ein Geständnis von Pesko. Dieser wird festgenommen, da Dennis nach seiner Ergreifung eindeutig aussagt, dass Pesko auf Nowak geschossen hat.

## Rezeption

### Einschaltquoten
Marie Brand und der Reiz der Gewalt erreichte bei seiner Premiere 7,56 Millionen Zuschauer. Damit verfehlte der Film nur knapp den Zuschauerrekord von 7,57 Millionen, aufgestellt von der Episode Marie Brand und das ewige Wettrennen. In der werberelevanten Zielgruppe erzielte der Krimi einen Marktanteil von 9,9 Prozent. Unter allen Zuschauern wurde ein Marktanteil von 23 Prozent ermittelt.

### Kritik
Die Programmzeitschrift TV Spielfilm lobte die 24. Folge der Reihe Marie Brand. Die Episode verbinde „ein Familiendrama mit dem Wunsch einiger Teile der Gesellschaft, der ‚Verweichlichung‘ durch liberales Denken mit aller Härte und Männlichkeitsritualen zu begegnen.“
Auf der Online-Plattform Tittelbach.tv rezensierte Filmkritiker Tilmann P. Gangloff den Krimi. Bei der Figur Marie Brand handele es sich um den „Pazifismus in Person“. Der Drehbuchautor Stefan Rogall nutze „diese Haltung als Basis für einen Krimi, der über weite Strecken jedoch zu einem Lehrstück über Gewalt“ gerate. Während die Titelfigur „allzu sehr zum Dozieren“ neige, fielen „die Szenen, in denen der Film Simmels Beziehung zu seiner Dienstwaffe“ andeute, „merklich unaufdringlicher“ aus. Zwar sei das Thema bei Nicole Weegmann „in guten Händen, zumal es in vielen ihrer Filme um körperliche oder strukturelle Gewalt“ gehe, aber einige der Figuren seien zu eindimensional.
Hans Czerny bewertete im Weser Kurier, dass sich „trotz der manchmal mäßigen Witze und Sentenzen, die sich Brand und Simmel […] zuspielen wie Tennisbälle, und obwohl Simmel über weite Strecken immer nur den Bodyguard und verkauzten Wutmenschen machen“ müsse, die „Handlungsspirale mit der Zeit nachvollziehbar enger gezogen“ werde, bis „zu einem letzten starken Showdown zweier Jungmänner aus der reaktionären Szene.“